# Remontowa REM 120
Der Bautyp REM 120, auch B603 des polnischen Schiffbauunternehmens Remontowa ist ein Mehrzweckschiffstyp.

## Geschichte
Der Schiffsentwurf wurde von Remontowa Marine Design in Danzig als Mehrzweck-Schwergutfrachtschiff mit achtern angeordnetem Deckshaus und zwei Laderäumen ausgelegt. Der Bau der Kaskos wurde von der Werft Stocznia Północna in Danzig durchgeführt, die Fertigstellung der Schiffe erfolgte bei Remontowa in Danzig. Eingesetzt werden die Schiffe von den Leeraner Reedereien BBC Chartering und Nimmrich & Prahm.
Die Schiffe werden in der Hauptsache in der weltweiten Fahrt für den Transport von Schwergut, Massenstückgut, kleineren Projektladungen oder Containern eingesetzt.
Die BBC Polonia wurde 2010 vor der nigerianischen Küste entführt, Schiff und Besatzung kamen später wieder frei.

## Technik

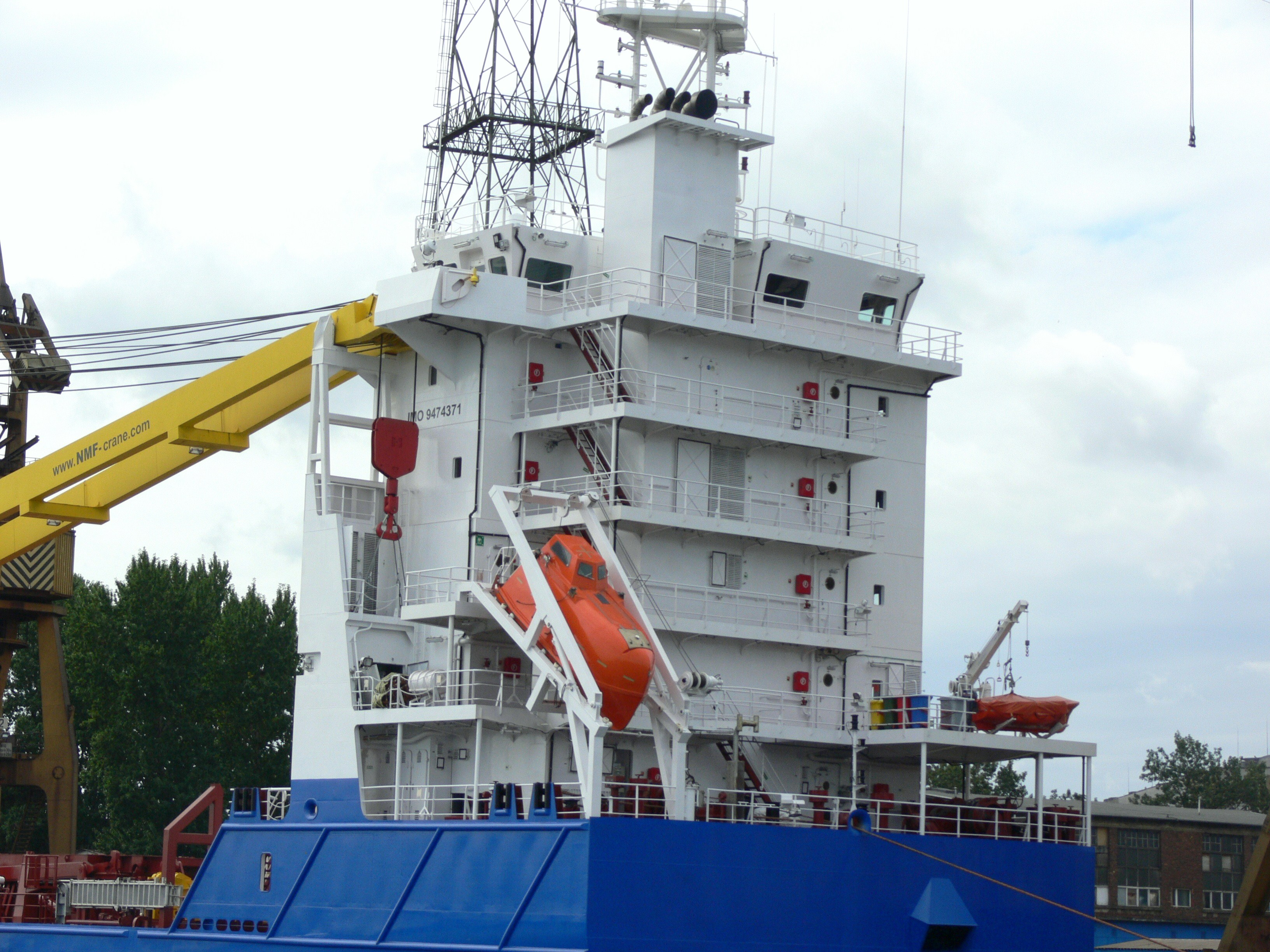
Nahaufnahme Deckshaus

Der Rauminhalt der zwei Laderäume beträgt insgesamt 9058 m³. Die Tankdecke ist für Belastungen von 18 Tonnen/m² ausgelegt und für den Ladungsumschlag mit Greifern verstärkt. Die versetzbaren Zwischendecks können mit 2,5 Tonnen/m² belastet werden, die Lukendeckel mit 2,8 Tonnen/m². Die Containerkapazität beträgt 532 TEU. Die Schiffe sind mit zwei an Backbord angebrachten elektrohydraulischen NMF-Schiffskränen mit jeweils 120 Tonnen Hubvermögen ausgerüstet, die im gekoppelten Betrieb Kolli von bis zu 240 Tonnen bewegen können. Die Laderäume der Schiffe werden mit hydraulisch bedienten Faltlukendeckeln verschlossen.
Der Antrieb der Schiffe besteht aus einem Viertakt-Dieselmotor des Typs MaK 9M32C mit 4320 kW Leistung, der über ein Untersetzungsgetriebe auf einen Verstellpropeller und einen Wellengenerator wirkt. Die Schiffe erreichen eine Geschwindigkeit von etwa 15 Knoten. Weiterhin stehen zwei Hilfsdiesel und ein Notdiesel zur Verfügung. Die An- und Ablegemanöver werden durch ein Bugstrahlruder unterstützt.

## Die Schiffe
| Remontowa REM 120   | Remontowa REM 120               | Remontowa REM 120 | Remontowa REM 120                                 | Remontowa REM 120       | Remontowa REM 120                                              |
| Bauname             | Bauwerft/Baunummer              | IMO- Nummer       | Kiellegung Stapellauf Ablieferung                 | Auftraggeber            | Umbenennungen und Verbleib                                     |
| ------------------- | ------------------------------- | ----------------- | ------------------------------------------------- | ----------------------- | -------------------------------------------------------------- |
| BBC Kwiatkowski     | Północna/603/1 Remontowa/1854/1 | 9436953           | 16. April 2007 24. Januar 2008 30. September 2008 | Briese Schiffahrt, Leer | Kiellegung als Eugeniusz Kwiatkowski, 2021 in Fahrt            |
| BBC Gdansk          | Północna/603/2 Remontowa/1854/2 | 9436965           | 6. September 2007 4. Juli 2008 28. Januar 2009    | Briese Schiffahrt, Leer | Kiellegung als Gdansk , 2021 in Fahrt                          |
| Emma                | Północna/603/3 Remontowa/1854/3 | 9474371           | 28. Februar 2008 31. Oktober 2008 7. Oktober 2009 | Nimmrich & Prahm, Leer  | 2013 Industrial Emma, 2014 ASCL Emma, 2018 Emma, 2021 in Fahrt |
| BBC Polonia         | Północna/603/4 Remontowa/1854/4 | 9415325           | 27. Juni 2008 14. März 2009 26. Mai 2010          | Briese Schiffahrt, Leer | 2020 BREB Star, 2021 in Fahrt                                  |
| Daten: Equasis, DNV |                                 |                   |                                                   |                         |                                                                |